# Luisengymnasium Memel
Das Luisengymnasium Memel war eine höhere Schule in Memel, Ostpreußen. Sie war das nördlichste Gymnasium im Deutschen Reich und trug ihren Namen zu Ehren von Königin Luise von Preußen.

## Geschichte
Wahrscheinlich schon während der Reformation entstanden, hatte die lateinische Kirchschule zunächst nur drei, nach der preußischen Bildungsreform ab 1816 vier Klassen. 1826 kam eine 5. Klasse als Vorbereitungsklasse hinzu. 1827 wurde die Tertia in Ober- und Untertertia geteilt. Als Progymnasium führte die Schule noch nicht zum Abitur. Der Lateinunterricht hatte Vorrang. 1826 wurde Griechisch, 1830 auch Französisch eingeführt. Trotzdem entwickelte sich die höhere Bürgerschule mehr zur Realschule. Ihr Zeugnis berechtigte zum einjährig-freiwilligen Dienst in der Preußischen Armee. Von den 95 preußischen Bürgerschulen erhielten 18 das Recht, ihre Schüler auf die Königliche Bauakademie in Berlin zu schicken; darunter war die Memeler Anstalt.
Die Schule brannte 1854 ab und wurde 1856 neben der noch in Trümmern liegenden Johanniskirche an der Thomasstraße neu erbaut. 1860 wurde die Bürgerschule in ein humanistisches Knabengymnasium umgewandelt, das im Dreikaiserjahr verstaatlicht wurde. Am 1. April 1891 wurde der neue gelbe Backsteinbau mit Turnhalle in der Töpferstrasse am  Neuen Park bezogen. 1914 war die Umstellung des Gymnasiums nach Frankfurter System beendet. Nach dem Anschluss des Memellandes an Litauen wurde 1924 die litauische Sprache Pflichtfach. Zuvor war bereits 1923 Französisch durch Englisch abgelöst worden.
Das Gebäude an der Puodžių gatvė 1 wird heute als Jugendbegegnungsstätte genutzt, es beherbergt das Klaipėdos jaunimo centras.

## Lehrer

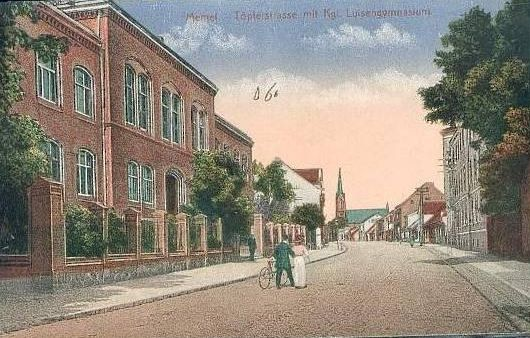
Luisengymnasium Memel

- Johann Samuel Rosenheyn, Direktor 1815–1824
- Eduard Küsel, Direktor
- Heinrich Becker, Direktor
- Franz Scharffetter, Direktor
- Gesinski, Geographie und Sport
- Belgardt, Lehrer und Kaufmann, Englisch
- Huber aus Bayern, Litauisch[3]
- Johann Eduard Loch (1840–1905), Altphilologe
- Albert Zweck (1857–1934)

## Schüler
- Karl-Heinz Ruffmann (1922–1996), Historiker
- Dietrich Borm (1928–2018), Chirurg